# Tanaka Kengo
Kengo Tanaka (田中謙吾 Tanaka Kengo, sinh ngày 30 tháng 12 năm 1989) là một cầu thủ bóng đá người Nhật Bản.

## Thống kê câu lạc bộ
Cập nhật đến ngày 23 tháng 2 năm 2017.
| Thành tích câu lạc bộ | Thành tích câu lạc bộ | Thành tích câu lạc bộ | Giải vô địch | Giải vô địch | Cúp                   | Cúp                   | Tổng cộng | Tổng cộng |
| Mùa giải              | Câu lạc bộ            | Giải vô địch          | Số trận      | Bàn thắng    | Số trận               | Bàn thắng             | Số trận   | Bàn thắng |
| Nhật Bản              | Nhật Bản              | Nhật Bản              | Giải vô địch | Giải vô địch | Cúp Hoàng đế Nhật Bản | Cúp Hoàng đế Nhật Bản | Tổng cộng | Tổng cộng |
| --------------------- | --------------------- | --------------------- | ------------ | ------------ | --------------------- | --------------------- | --------- | --------- |
| 2012                  | Nagano Parceiro       | JFL                   | 0            | 0            | 1                     | 0                     | 1         | 0         |
| 2013                  | Nagano Parceiro       | JFL                   | 0            | 0            | 0                     | 0                     | 0         | 0         |
| 2014                  | Nagano Parceiro       | J3 League             | 33           | 0            | 1                     | 0                     | 34        | 0         |
| 2015                  | Nagano Parceiro       | J3 League             | 35           | 0            | 2                     | 0                     | 37        | 0         |
| 2016                  | Nagano Parceiro       | J3 League             | 0            | 0            | 0                     | 0                     | 0         | 0         |
| Tổng                  | Tổng                  | Tổng                  | 68           | 0            | 4                     | 0                     | 72        | 0         |